# Plebicula postenervis
Plebicula postenervis är en fjärilsart som beskrevs av Ruggero Verity 1934. Plebicula postenervis ingår i släktet Plebicula och familjen juvelvingar. Inga underarter finns listade i Catalogue of Life.